# Ken Annakin
Kenneth Cooper "Ken" Annakin, född 10 augusti 1914 i Beverley, East Riding of Yorkshire, död 22 april 2009 i Beverly Hills, Kalifornien, USA, var en brittisk filmregissör, producent och manusförfattare.

## Biografi
Annakins filmkarriär startade med dokumentärfilmer för att senare avancera till spelfilmsregi hos brittiska Rank Organisation. Annakin har blivit mest känd för en rad spelfilmer han gjorde för Walt Disney; Robin Hood (1952), Svärdet och rosen (1953) och Skeppsbrott i Söderhavet (1960). Annakin kom därefter att samarbeta med Daryl F. Zanuck, chefsproducent vid 20th Century Fox, för vilken han regisserade de brittiska segmenten i Den längsta dagen (1962) och hans mest ambitiösa projekt - Dessa fantastiska män i sina flygande maskiner (1965). Samma år gjorde han även den storskaliga krigsfilmen Det stora slaget för Warner Bros.
Några av Annakins mer aktade filmer är också mindre dramer och komedier till exempel Kvartett (1949),  Trio (1950) och Hotel Sahara (1951). Annakins sista större projekt var den amerikanska filmatiseringen av Pippi Långstrump som släpptes 1988, till vilken han skrev manus och regisserade.
Ken Annakin var vän till George Lucas, och det är hans efternamn som har givit den fiktiva karaktären Anakin Skywalker i Stjärnornas krig sitt förnamn.
År 2002 tilldelades Ken Annakin Brittiska Imperieorden, OBE, av Drottning Elizabeth II för sina bestående insatser till den brittiska filmindustrin. Annakin avled den 22 april 2009,  efter en kort tids sjukdom.
Dödsannons (engelska)

## Filmografi i urval
| År   | Titel                                                                                 | Medverkan                    | Studio            |
| ---- | ------------------------------------------------------------------------------------- | ---------------------------- | ----------------- |
| 1948 | Kvartett                                                                              | regi                         | Eagle-Lion        |
| 1950 | Trio                                                                                  | regi                         | Paramount         |
| 1951 | Hotel Sahara                                                                          | regi                         | United Artists    |
| 1952 | Robin Hood                                                                            | regi                         | Disney            |
| 1953 | Svärdet och rosen                                                                     | regi                         | Disney            |
| 1956 | Tre män i en båt                                                                      | regi                         | Valiant           |
| 1960 | Skeppsbrott i Söderhavet                                                              | regi                         | Disney            |
| 1962 | Den längsta dagen                                                                     | samregi                      | 20th Century Fox  |
| 1963 | Massor av bovar                                                                       | regi                         | Janus Films       |
| 1963 | Den vilda ladyn                                                                       | regi                         | J. Arthur Rank    |
| 1965 | Det stora slaget                                                                      | regi                         | Warner Bros       |
| 1965 | Dessa fantastiska män i sina flygande maskiner                                        | regi och manus               | 20th Century Fox  |
| 1967 | Den långa duellen                                                                     | regi och producent           | Paramount         |
| 1968 | Kom så rånar vi                                                                       | regi                         | MGM               |
| 1969 | Monte Carlo-rallyt eller Dessa fantastiska män i sina skumpande skraltiga automobiler | regi och manus               | Paramount         |
| 1972 | Skriet från vildmarken                                                                | regi                         | MGM               |
| 1977 | Järnmaskens hemlighet                                                                 | regi                         | Columbia Pictures |
| 1982 | Pirate Movie                                                                          | regi                         | 20th Century Fox  |
| 1988 | Pippi Långstrump – starkast i världen                                                 | regi, manus och samproducent | Columbia Pictures |